# Mecodium paniculiflorum
Mecodium paniculiflorum là một loài dương xỉ trong họ Hymenophyllaceae. Loài này được C. Presl Copel. mô tả khoa học đầu tiên năm 1938.